# Saison 2023 de l'équipe cycliste Ineos Grenadiers
La saison 2023 de l'Équipe cycliste Ineos Grenadiers est la quatorzième de cette équipe.

## Coureurs et encadrement technique

### Effectif
| Coureur              | Date de Nais.     | Nationalité | Équipe en 2022      | Vict. | Cont.             | Maillot dist.                         |
| -------------------- | ----------------- | ----------- | ------------------- | ----- | ----------------- | ------------------------------------- |
| Thymen Arensman      | 4 décembre 1999   | Pays-Bas    | Team DSM            | 0     | 01/2023 - 12/2024 |                                       |
| Egan Bernal          | 13 janvier 1997   | Colombie    | Ineos Grenadiers    | 0     | 01/2018 - 12/2026 |                                       |
| Jonathan Castroviejo | 27 avril 1987     | Espagne     | Ineos Grenadiers    | 1     | 01/2018 - 12/2024 | - Contre-la-montre                    |
| Laurens De Plus      | 4 septembre 1995  | Belgique    | Ineos Grenadiers    | 0     | 01/2021 - 12/2026 |                                       |
| Omar Fraile          | 17 juillet 1990   | Espagne     | Ineos Grenadiers    | 1     | 01/2022 - 12/2025 |                                       |
| Filippo Ganna        | 25 juillet 1996   | Italie      | Ineos Grenadiers    | 6     | 01/2019 - 12/2027 | - Contre-la-montre                    |
| Tao Geoghegan Hart   | 30 mars 1995      | Royaume-Uni | Ineos Grenadiers    | 4     | 01/2017 - 12/2023 |                                       |
| Ethan Hayter         | 18 septembre 1998 | Royaume-Uni | Ineos Grenadiers    | 2     | 01/2020 - 12/2024 |                                       |
| Leo Hayter           | 10 août 2001      | Royaume-Uni | Hagens Berman Axeon | 0     | 01/2023 - 12/2025 |                                       |
| Kim Heiduk           | 3 mars 2000       | Allemagne   | Ineos Grenadiers    | 0     | 01/2022 - 12/2025 |                                       |
| Michał Kwiatkowski   | 2 juin 1990       | Pologne     | Ineos Grenadiers    | 2     | 01/2016 - 12/2025 | - Contre-la-montre                    |
| Michael Leonard      | 26 mars 2004      | Canada      | Néo-pro             | 0     | 01/2023 - 12/2025 |                                       |
| Daniel Martínez      | 25 avril 1996     | Colombie    | Ineos Grenadiers    | 1     | 01/2021 - 12/2023 |                                       |
| Jhonatan Narváez     | 4 mars 1997       | Équateur    | Ineos Grenadiers    | 5     | 01/2019 - 12/2024 |                                       |
| Tom Pidcock          | 30 juillet 1999   | Royaume-Uni | Ineos Grenadiers    | 2     | 02/2021 - 12/2027 |                                       |
| Luke Plapp           | 25 décembre 2000  | Australie   | Ineos Grenadiers    | 1     | 01/2022 - 12/2023 | - Route                               |
| Salvatore Puccio     | 31 août 1989      | Italie      | Ineos Grenadiers    | 0     | 01/2012- 12/2025  |                                       |
| Brandon Rivera       | 21 mars 1996      | Colombie    | Ineos Grenadiers    | 0     | 01/2020 - 12/2025 |                                       |
| Carlos Rodriguez     | 2 février 2001    | Espagne     | Ineos Grenadiers    | 2     | 01/2020 - 12/2027 |                                       |
| Luke Rowe            | 10 mars 1990      | Royaume-Uni | Ineos Grenadiers    | 0     | 01/2012 - 12/2025 |                                       |
| Magnus Sheffield     | 19 avril 2002     | États-Unis  | Ineos Grenadiers    | 0     | 01/2022 - 12/2024 |                                       |
| Pavel Sivakov        | 11 juillet 1997   | France      | Ineos Grenadiers    | 1     | 01/2018 - 12/2023 |                                       |
| Ben Swift            | 5 novembre 1987   | Royaume-Uni | Ineos Grenadiers    | 0     | 01/2019 - 12/2025 |                                       |
| Connor Swift         | 30 octobre 1995   | Royaume-Uni | Arkéa-Samsic        | 0     | 01/2023 - 12/2024 |                                       |
| Joshua Tarling       | 15 février 2004   | Royaume-Uni | Néo-pro             | 4     | 01/2023 - 12/2025 | - Contre-la-montre - Contre-la-montre |
| Geraint Thomas       | 25 mai 1986       | Royaume-Uni | Ineos Grenadiers    | 0     | 01/2010 - 12/2025 |                                       |
| Ben Tulett           | 26 août 2001      | Royaume-Uni | Ineos Grenadiers    | 2     | 01/2022 - 12/2023 |                                       |
| Ben Turner           | 28 mai 1999       | Royaume-Uni | Ineos Grenadiers    | 1     | 01/2022 - 12/2026 |                                       |
| Elia Viviani         | 7 février 1989    | Italie      | Ineos Grenadiers    | 2     | 01/2022 - 12/2024 |                                       |
| Cameron Wurf         | 3 août 1983       | Australie   | Ineos Grenadiers    | 0     | 01/2020 - 12/2024 |                                       |

## Champions nationaux, continentaux et mondiaux
| Date              | Course                                             | Maillot | Coureurs             | Pays       | Lieu             |
| ----------------- | -------------------------------------------------- | ------- | -------------------- | ---------- | ---------------- |
| 8 janvier 2023    | Championnat d'Australie de cyclisme sur route      |         | Luke Plapp           | Australie  | Buninyong        |
| 21 juin 2023      | Championnat de Grande-Bretagne du contre-la-montre |         | Joshua Tarling       | Angleterre | Circuit de Croft |
| 22 juin 2023      | Championnat d'Italie du contre-la-montre           |         | Filippo Ganna        | Italie     | Sarche           |
| 22 juin 2023      | Championnat de Pologne du contre-la-montre         |         | Michał Kwiatkowski   | Pologne    | Zalew Wykrot     |
| 23 juin 2023      | Championnat d'Espagne du contre-la-montre          |         | Jonathan Castroviejo | Espagne    | Sevilla la Nueva |
| 23 juin 2023      | Championnat du Canada du contre-la-montre U23      |         | Michael Leonard      | Canada     | Edmonton         |
| 20 septembre 2023 | Championnat d'Europe du contre-la-montre           |         | Joshua Tarling       | Pays-Bas   | Emmen            |

## Classement UCI par équipes
Le classement UCI par équipes se calcule en comptabilisant les points des 20 meilleurs coureurs de l'équipe. Ce classement est calculé avec les points acquis lors de l'année civile. Au terme d'une période de trois ans (2023-2025), les dix-huit meilleures équipes recevront une licence World Tour pour la prochaine période (2026-2028).
| Classement UCI (par équipes) au 17 octobre 2023. | Classement UCI (par équipes) au 17 octobre 2023. | Classement UCI (par équipes) au 17 octobre 2023. | Classement UCI (par équipes) au 17 octobre 2023. | Classement UCI (par équipes) au 17 octobre 2023. |
| #                                                | Pays                                             | Pts. 2023                                        | Diff.                                            |                                                  |
| ------------------------------------------------ | ------------------------------------------------ | ------------------------------------------------ | ------------------------------------------------ | ------------------------------------------------ |
| 1                                                | UAE Team Emirates                                | 30963,18                                         | -                                                |                                                  |
| 2                                                | Jumbo-Visma                                      | 29654,45                                         | 1303,73                                          |                                                  |
| 3                                                | Soudal Quick-Step                                | 18702,85                                         | 10951,60                                         |                                                  |
| 4                                                | Ineos Grenadiers                                 | 17760,93                                         | 941,92                                           |                                                  |
| 5                                                | Lidl-Trek                                        | 16054,45                                         | 1706,48                                          |                                                  |
| 6                                                | Bahrain Victorious                               | 15787,81                                         | 266,64                                           |                                                  |
| 7                                                | Groupama-FDJ                                     | 14834,51                                         | 953,30                                           |                                                  |
| 8                                                | Alpecin-Deceuninck                               | 14519,25                                         | 315,26                                           |                                                  |
| 9                                                | Lotto Dstny                                      | 14112,83                                         | 406,42                                           |                                                  |
| 10                                               | Bora-Hansgrohe                                   | 13325,13                                         | 787,45                                           |                                                  |
| 11                                               | EF Education-EasyPost                            | 11818,69                                         | 1506,44                                          |                                                  |
| 12                                               | Movistar                                         | 10989,53                                         | 829,16                                           |                                                  |
| 13                                               | Team Jayco AlUla                                 | 10737,65                                         | 251,88                                           |                                                  |
| 14                                               | Intermarché-Circus-Wanty                         | 10492,28                                         | 245,37                                           |                                                  |
| 15                                               | Cofidis                                          | 10437,41                                         | 54,87                                            |                                                  |
| 16                                               | Israel-Premier Tech                              | 10022,00                                         | 415,41                                           |                                                  |
| 17                                               | DSM-Firmenich                                    | 9102,20                                          | 919,80                                           |                                                  |
| 18                                               | AG2R Citroën                                     | 9096,00                                          | 6,20                                             |                                                  |
| 19                                               | Team Arkéa-Samsic                                | 7229,00                                          | 1867,00                                          |                                                  |
| 20                                               | Astana Qazaqstan                                 | 7044,44                                          | 184,56                                           |                                                  |
| 21                                               | Uno-X Pro                                        | 6569,00                                          | 478,44                                           |                                                  |
| 22                                               | TotalEnergies                                    | 5765,00                                          | 804,00                                           |                                                  |

| Liste des vingt coureurs marquant des points pour le classement UCI par équipes 2023. | Liste des vingt coureurs marquant des points pour le classement UCI par équipes 2023. | Liste des vingt coureurs marquant des points pour le classement UCI par équipes 2023. |
| #                                                                                     | Coureur                                                                               | Points                                                                                |
| ------------------------------------------------------------------------------------- | ------------------------------------------------------------------------------------- | ------------------------------------------------------------------------------------- |
| 1                                                                                     | Filippo Ganna                                                                         | 2877,00                                                                               |
| 2                                                                                     | Thomas Pidcock                                                                        | 1989,00                                                                               |
| 3                                                                                     | Geraint Thomas                                                                        | 1838,00                                                                               |
| 4                                                                                     | Carlos Rodríguez                                                                      | 1618,00                                                                               |
| 5                                                                                     | Pavel Sivakov                                                                         | 1299,29                                                                               |
| 6                                                                                     | Tao Geoghegan Hart                                                                    | 1123,00                                                                               |
| 7                                                                                     | Magnus Sheffield                                                                      | 839,00                                                                                |
| 8                                                                                     | Michał Kwiatkowski                                                                    | 772,33                                                                                |
| 9                                                                                     | Joshua Tarling                                                                        | 726,15                                                                                |
| 10                                                                                    | Thymen Arensman                                                                       | 645,00                                                                                |
| 11                                                                                    | Ethan Hayter                                                                          | 610,00                                                                                |
| 12                                                                                    | Ben Tulett                                                                            | 478,86                                                                                |
| 13                                                                                    | Luke Plapp                                                                            | 422,86                                                                                |
| 14                                                                                    | Elia Viviani                                                                          | 443,86                                                                                |
| 15                                                                                    | Daniel Martínez                                                                       | 411,29                                                                                |
| 16                                                                                    | Jonathan Castroviejo                                                                  | 411,00                                                                                |
| 17                                                                                    | Jhonatan Narváez                                                                      | 381,29                                                                                |
| 18                                                                                    | Egan Bernal                                                                           | 318,00                                                                                |
| 19                                                                                    | Laurens De Plus                                                                       | 313,00                                                                                |
| 20                                                                                    | Ben Turner                                                                            | 244,00                                                                                |
| TOTAL                                                                                 | TOTAL                                                                                 | 17760,93                                                                              |

## Classement UCI individuel en fin de saison
| 15  | Filippo Ganna      | 2877,00 |
| 28  | Thomas Pidcock     | 1989,00 |
| 31  | Geraint Thomas     | 1838,00 |
| 39  | Carlos Rodriguez   | 1618,00 |
| 57  | Pavel Sivakov      | 1299,29 |
| 75  | Tao Geoghegan Hart | 1123,00 |
| 108 | Magnus Sheffield   | 839,00  |
| 115 | Michał Kwiatkowski | 772,33  |
| 122 | Joshua Tarling     | 726,15  |
| 143 | Thymen Arensman    | 645,00  |

| 157 | Ethan Hayter         | 610,00 |
| 188 | Ben Tulett           | 478,86 |
| 207 | Elia Viviani         | 443,86 |
| 217 | Luke Plapp           | 422,86 |
| 222 | Daniel Martínez      | 411,29 |
| 223 | Jonathan Castroviejo | 411,00 |
| 244 | Jhonatan Narváez     | 381,29 |
| 289 | Egan Bernal          | 318,00 |
| 295 | Laurens De Plus      | 313,00 |
| 356 | Ben Turner           | 244,00 |

| 415  | Connor Swift     | 206,29 |
| 739  | Kim Heiduk       | 95,86  |
| 788  | Leo Hayter       | 88,00  |
| 795  | Brandon Rivera   | 86,00  |
| 1185 | Omar Fraile      | 45,29  |
| 1446 | Michael Leonard  | 30,00  |
| 1750 | Ben Swift        | 20,15  |
| 3052 | Cameron Wurf     | 2,86   |
| -    | Salvatore Puccio | 0,00   |
| -    | Luke Rowe        | 0,00   |